# سی‌امین دوره جوایز اسکار
سی‌امین دوره مراسم اعطای جوایز اسکار (انگلیسی: 30th Academy Awards) در روز ۲۶ مارس ۱۹۵۸ در تئاتر پنتیجز هالیوود، لس‌آنجلس برگزار شد. در این مراسم بهترین فیلم‌های سال ۱۹۵۷ جهان به انتخاب آکادمی علوم و هنرهای تصاویر متحرک جایزه گرفتند.
باب هوپ، روسالیند راسل، دیوید نیون، جیمز استوارت، جک لمون، دانلد داک (صدای کلارنس نش، توسط premade animation) مجریان این مراسم بود.

## جوایز
برندگان نخست و در حروف برجسته پررنگ فهرست شده‌اند.
| جایزه اسکار بهترین فیلم | جایزه اسکار بهترین کارگردانی |
| --- | --- |
| - پل رودخانه کوای - سم اسپیگل - سایونارا - پیتون پلیس - شاهدی برای تعقیب - ۱۲ مرد خشمگین | - دیوید لین – پل رودخانه کوای - سیدنی لومت – ۱۲ مرد خشمگین - بیلی وایلدر – شاهدی برای تعقیب - جاشوا لوگن – سایونارا - مارک رابسون – پیتون پلیس |
| جایزه اسکار بهترین بازیگر نقش اول مرد | جایزه اسکار بهترین بازیگر نقش اول زن |
| - الک گینس – پل رودخانه کوای - مارلون براندو – سایونارا - آنتونی فرنسیوسا – یه مشت بارون - چارلز لوتن – شاهدی برای تعقیب - آنتونی کوئین – باد وحشی است | - جوآن وودوارد – سه چهره ایو - دبورا کار – خدا می‌داند، آقای الیسون - آنا مانیانی – باد وحشی است - الیزابت تیلور – شهرستان رینتری - لانا ترنر – پیتون پلیس |
| جایزه اسکار بهترین بازیگر نقش مکمل مرد | جایزه اسکار بهترین بازیگر نقش مکمل زن |
| - رد باتنز – سایونارا - ویتوریو دسیکا – وداع با اسلحه - سه‌سوئه هایاکاوا – پل رودخانه کوای - آرتور کندی – پیتون پلیس - راس تامبلین – پیتون پلیس | - میوشی اومه‌کی – سایونارا - کارولین جونز – The Bachelor Party - السا لنچستر – شاهدی برای تعقیب - هوپ لانگ – پیتون پلیس - دیان وارسی – پیتون پلیس |
| جایزه اسکار بهترین فیلم‌نامه غیراقتباسی | جایزه اسکار بهترین فیلم‌نامه اقتباسی |
| - زن طراح – جرج ولز - ولگردها (فیلم ۱۹۵۳) – فدریکو فلینی، تولیو پینه‌لی و اینو فلاایانو - مضحک‌روی – Leonard Gershe - لان چینی – Ralph Wheelwright, رابرت رایت کمپ‌بل، ایوان گاف و بن رابرتس - ستاره حلبی (فیلم) – Barney Slater, Joel Kane و دادلی نیکولز | - پل رودخانه کوای – مایکل ویلسون، کارل فورمن و پیر بول - ۱۲ مرد خشمگین – رجینالد رز - پیتون پلیس – جان مایکل هیز - سایونارا – Paul Osborn - خدا می‌داند، آقای الیسون – جان لی ماهین و جان هیوستون |
| Best Foreign Language Film | جایزه اسکار بهترین فیلم مستند |
| - شب‌های کابیریا (ایتالیا) - مادر هند (هند) - شیطان در شب آمد (آلمان) - نه زندگی (نروژ) - دروازه‌های پاریس (فرانسه) | - آلبرت شوایتزر - On the Bowery - Torero! |
| جایزه اسکار بهترین فیلم کوتاه | جایزه اسکار بهترین پویانمایی کوتاه |
| - The Wetback Hound - A Chairy Tale - City of Gold - Foothold on Antarctica - Portugal | - Birds Anonymous - One Droopy Knight - Tabasco Road - Trees and Jamaica Daddy - The Truth About Mother Goose |
| جایزه اسکار بهترین موسیقی فیلم | جایزه اسکار بهترین ترانه |
| - پل رودخانه کوای – مالکوم آرنولد - عشقبازی به یادماندنی – هوگو فریدهوفر - Boy on a Dolphin – هوگو فریدهوفر - Perri – پل اسمیت - شهرستان رینتری – جانی گرین | - "All the Way" from The Joker Is Wild – Music by جیمی ون هیوزن; ترانه‌سرا سمی کان - "An Affair to Remember" from عشقبازی به یادماندنی – Music by هری وارن; ترانه‌سرا لئو مک‌کری و Harold Adamson - "April Love" from April Love – Music by سمی فین; ترانه‌سرا پل فرنسیس وبستر - "Wild Is the Wind" from باد وحشی است – Music by دیمیتری تیومکین; ترانه‌سرا ند واشینگتن - "Tammy" from تمی و مرد مجرد – آهنگساز و ترانه‌سرا ری اونز و جی لیوینگستون |
| بهترین میکس صدا | جایزه اسکار بهترین طراحی لباس |
| - سایونارا – George Groves, وارنر برادرز - جدال در اوکی کرال – George Dutton, پارامونت پیکچرز - دختران – Wesley C. Miller, مترو گلدوین مایر - شاهدی برای تعقیب – گوردون ای سایر، Samuel Goldwyn Studio Sound Department - پال جوی – جان پی. لیوادری، کلمبیا پیکچرز | - دختران – اوری-کلی - عشقبازی به یادماندنی – شارل لوماری - مضحک‌روی – ادیت هد و اوبر دو ژیوانشی - پال جوی – ژان لوئی - شهرستان رینتری – والتر پلانکت |
| جایزه اسکار بهترین طراحی صحنه | جایزه اسکار بهترین فیلمبرداری |
| - سایونارا – Art Direction: Ted Haworth; Set Decoration: Robert Priestley - مضحک‌روی – Art Direction: Hal Pereira و George W. Davis; Set Decoration: Sam Comer و Ray Moyer - شهرستان رینتری – Art Direction: ویلیام ای هورنینگ و Urie McCleary; Set Decoration: Edwin B. Willis و Hugh Hunt - دختران – Art Direction: ویلیام ای هورنینگ و Gene Allen; Set Decoration: Edwin B. Willis و Richard Pefferle - پال جوی – Art Direction: Walter Holscher; Set Decoration: William Kiernan و Louis Diage | - پل رودخانه کوای – جک هیلیارد - پیتون پلیس – ویلیام سی. ملور - مضحک‌روی – ری جون - عشقبازی به یادماندنی – میلتون آر. کراسنر - سایونارا – السورث فردریکس |
| جایزه اسکار بهترین تدوین | جایزه اسکار بهترین جلوه‌های تصویری |
| - پل رودخانه کوای – پیتر تیلور - سایونارا – آرتور پ. اشمیت و Philip W. Anderson - پال جوی – ویولا لارنس و جروم ثامس - شاهدی برای تعقیب – دنیل مندل - جدال در اوکی کرال – وارن لو | - The Enemy Below – والتر روسی - روح سنت لوئیس – Louis Lichtenfield |

### جایزه اسکار افتخاری
- چارلز براکت
- B. B. Kahane
- برانکو بیلی اندرسن
- the Society of Motion Picture and Television Engineers

### جایزه بشردوستانه ژان هرشولت
- ساموئل گلدوین

## فیلم‌های با بیش از یک جایزه یا نامزدی
| These films had multiple nominations: - ۱۰ نامزدی: سایونارا - ۹ نامزدی: پیتون پلیس - ۸ نامزدی: پل رودخانه کوای - ۶ نامزدی: شاهدی برای تعقیب - ۴ نامزدی: An Affair to Remember, مضحک‌روی, Pal Joey, شهرستان رینتری - ۳ نامزدی: ۱۲ مرد خشمگین, Les Girls, Wild Is the Wind - ۲ نامزدی: جدال در اوکی کرال, Heaven Knows, Mr. Allison | The following films received multiple awards. - ۷ برنده: پل رودخانه کوای - ۴ برنده: سایونارا |

## جستارهای ویژه
- پانزدهمین مراسم گلدن گلوب
- 1957 in film
- 9th Primetime Emmy Awards
- 10th Primetime Emmy Awards
- 11th British Academy Film Awards
- 12th Tony Awards